# Artyleria samobieżna

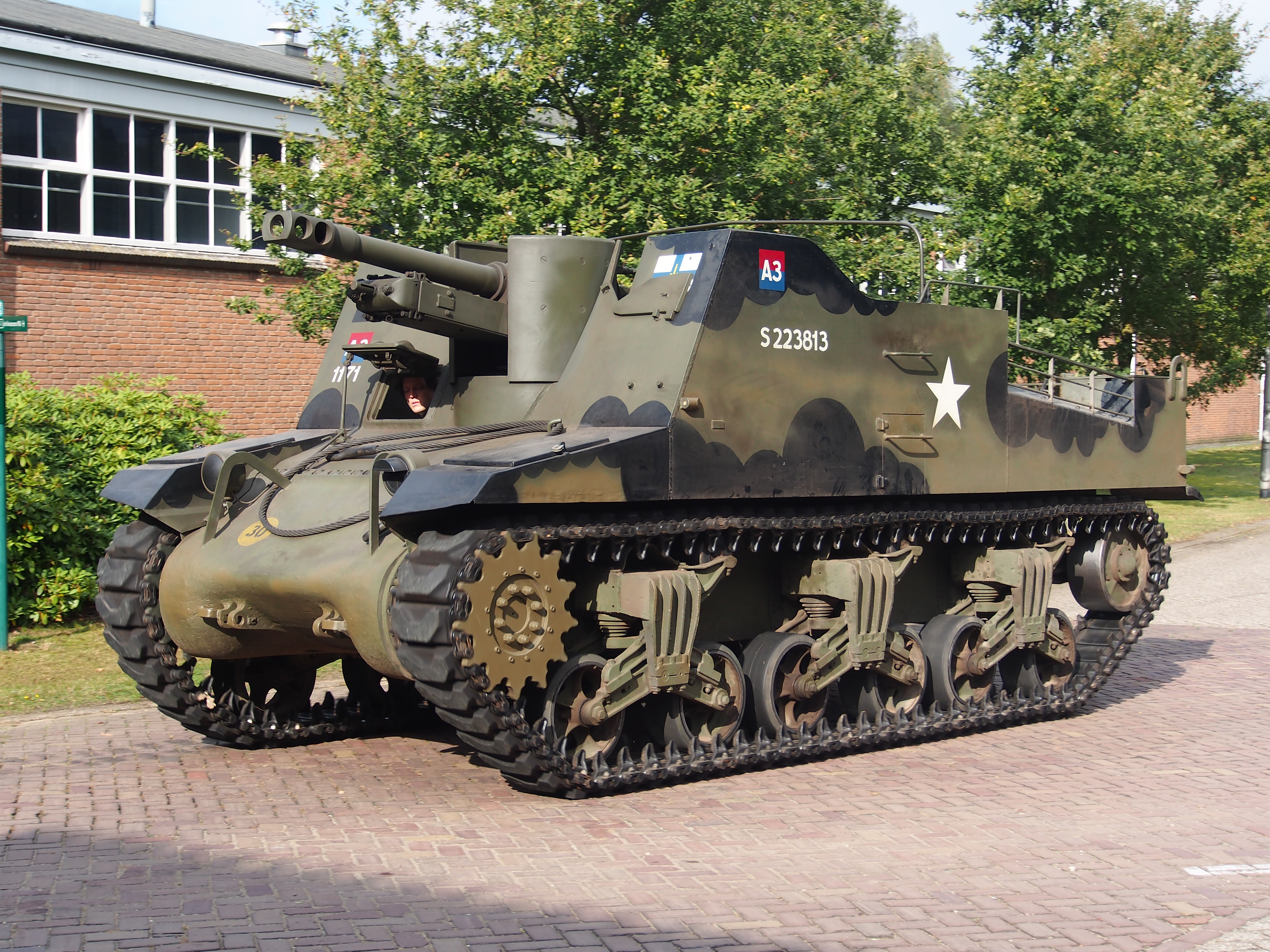
Samobieżna haubicoarmata Sexton.

Artyleria samobieżna – rodzaj artylerii wyposażonej w działa samobieżne.
Artylerię samobieżną cechuje duża ruchliwość i zdolność poruszania się w terenie trudno dostępnym. Wchodzi w skład związków taktycznych ogólnowojskowych, zmechanizowanych przede wszystkim pancernych. W zależności od typu działa artylerię samobieżną można podzielić na polową (wsparcia), przeciwpancerną i przeciwlotniczą (służącą do zwalczania samolotów lecących na małych i średnich wysokościach). W natarciu artyleria samobieżna wspiera piechotę i czołgi, w obronie wzmacnia obronę przeciwpancerną i towarzyszy kontratakującej piechocie i czołgom.